# Peter Eichhorn (Wirtschaftswissenschaftler)
Peter Eichhorn (* 30. Juli 1939 in Berlin) ist ein deutscher Betriebswirt. Er war ab 1981 Professor für Betriebswirtschaftslehre, insbesondere Public & Nonprofit Management an der Universität Mannheim. Ende des Sommersemesters 2007 wurde er mit 68 Jahren emeritiert.

## Leben
Eichhorn begann an der Julius-Maximilians-Universität Wirtschaftswissenschaften zu studieren. 1960 wurde er im Corps Rhenania Würzburg recipiert. Als Inaktiver wechselte er an die Freie Universität Berlin und die Friedrich-Alexander-Universität Erlangen-Nürnberg. Als Stipendiat der Studienstiftung des deutschen Volkes verbrachte er ein Forschungsjahr an der Harvard Business School und an der University of California in Berkeley. 1967 wurde er in Nürnberg promoviert.
Im Jahr 1968 begann Eichhorn seine Tätigkeit als Assistent von Professor Ludwig Mülhaupt an der Westfälischen Wilhelms-Universität. Mit 32 Jahren habilitierte er sich 1972 in Münster. Er erhielt Rufe an die FU Berlin 1972, an die Deutsche Hochschule für Verwaltungswissenschaften Speyer 1972 bis 1978, deren Rektor er 1976/77 war, an die Johannes-Kepler-Universität Linz und an die Universität Erlangen-Nürnberg, wo er von 1978 bis 1981 lehrte. Von 1981 bis 2011 war er Präsident des Bundesverbandes Deutscher Verwaltungs- und Wirtschaftsakademien, VWA.

## Mitgliedschaften und weitere Ämter
Von 1976 bis 1991 war er Vorsitzender des Kunstvereins Speyer. Von 1992 bis 1998 war Mitglied des Präsidiums des Deutschen Evangelischen Kirchentages. Von 1996 bis 2000 Vorsitzender des Kuratoriums des Historischen Museums der Pfalz. Von 2006 bis 2008 war er Präsident von Absolventum Mannheim – Absolventennetzwerk der Universität Mannheim e. V. Im Januar 2010 übernahm er bis 2014 die Präsidentschaft der privaten SRH Hochschule Berlin. Im Jahr 1993 wurde er Vorstandsvorsitzender der Kulturstiftung Speyer, der damals ersten Bürgerstiftung in Rheinland-Pfalz.

## Gastprofessuren
- 1986 Nuffield College, Universität Oxford
- 1989 und 1996 Università Commerciale Luigi Bocconi, Mailand
- 1990 Nihon-Universität, Tokio
- 1994–1999 Robert Schuman-Universität Straßburg
- 1999 und 2001 Alpen-Adria-Universität Klagenfurt
- 2001 Universität Budapest

## Auszeichnungen
- Preis der Stiftung der deutschen Gemeinden und Gemeindeverbände zur Förderung der Kommunalwissenschaften für die Dissertation (1969)
- Verdienstorden der Bundesrepublik Deutschland
  - Bundesverdienstkreuz am Bande (1989)
  - Bundesverdienstkreuz 1. Klasse (1999)
- Dr. Kausch-Preis an der Universität St. Gallen (1992)
- Landeslehrpreis Baden-Württemberg (1995)
- Festschriften
  - zum 40. Geburtstag: Beiträge zur humoristischen Ökonomik (1979)[9].
  - zur 60. Geburtstag: Stand und Perspektiven der Öffentlichen Betriebswirtschaftslehre (Band I, 1999), ISBN 3-87061-882-5
  - zur Emeritierung: Stand und Perspektiven der Öffentlichen Betriebswirtschaftslehre (Band II, 2007)[10]
  - zum 75. Geburtstag: Das Publicness-Puzzle: Öffentliche Aufgabenerfüllung zwischen Staat und Markt (2014)[11]
- Ehrendoktor
  - Universität der Bundeswehr München (2000)
  - Universität Klagenfurt (2003)
- Ehrenmitglied
  - Kunstverein Speyer (1992)
  - Bundesverband Öffentliche Dienstleistungen[12] – Deutsche Sektion des CEEP, Berlin (früher: Gesellschaft für öffentliche Wirtschaft, 2006)
  - Bund der VWA-Diplominhaber[13] (2007)
- Verdienstmedaille der Stadt Speyer (2007)
- Ehrenpräsident des Bundesverbandes Deutscher Verwaltungs- und Wirtschaftsakademien (2011)
- Ehrenbürger der Stadt Speyer (2023)[14]

## Privates
- Peter Eichhorn ist der jüngere Bruder von Wolfgang Eichhorn (Mathematiker).